# 薩爾納夫希納
51°16′48″N 33°12′37″E / 51.28000°N 33.21028°E
薩爾納夫什奇納（烏克蘭語：Сарнавщина）是位於烏克蘭東北部的村莊，由蘇梅州科諾托普區的波皮夫卡市鎮負責管轄。該村處於葉祖奇河畔，距離利索古比夫卡5公里，海拔高度128米，2001年人口247。